# Den perfekta stöten
Den perfekta stöten är en amerikansk film från 1971 i regi av Richard Brooks. 

## Rollista, i urval
- Warren Beatty - Joe Collins
- Goldie Hawn - Dawn Divine
- Gert Fröbe - Mr. Kessel
- Robert Webber - Mr. North, advokat
- Scott Brady - Sarge
- Arthur Brauss - Candy Man
- Robert Stiles - Major
- Wolfgang Kieling - Granich